# جمعية مرشدات ترينيداد وتوباغو
جمعية مرشدات ترينيداد وتوباغو هي المنظمة الإرشادية الوطنية في ترينيداد وتوباغو. تأسست المنظمة في عام 1914، وأصبحت عضوا كامل العضوية في الرابطة العالمية للمرشدات وفتيات الكشافة في عام 1963. المنظمة للفتيات فقط وتضمّ 3,348 عضوة (اعتبارا من عام 2015).